# Fokker
Fokker byla nizozemská společnost zabývající se vývojem a výrobou letadel, která byla pojmenována dle svého zakladatele Anthony Fokkera.

## Historie

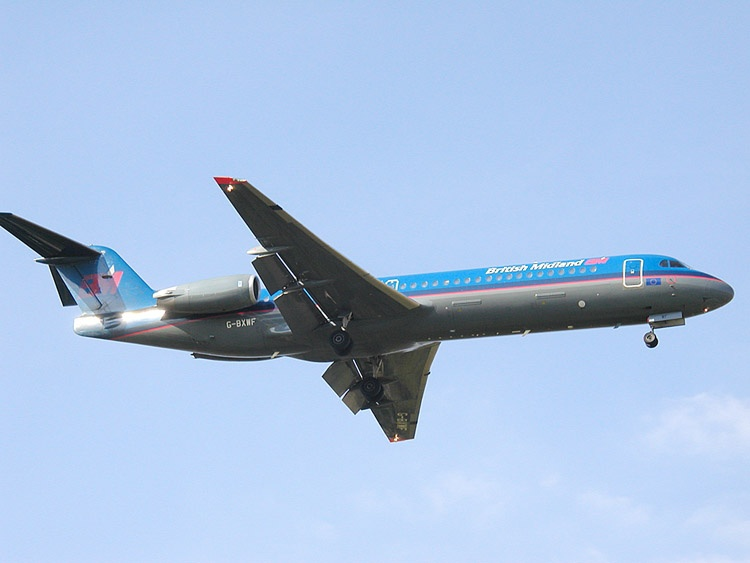
Fokker F100

Anthony Fokker společnost založil v německém Berlíně 22. února 1912 pod názvem Fokker Aeroplanbau a později výrobu přesunul do Schwerinu. Během první světové války vyráběl letadla pro německou armádu, která především díky stíhacímu jednoplošníku Fokker E.III získala na počátku války ve vzduchu drtivou převahu. Další významné typy letadel dodané německé armádě byly například trojplošník Fokker Dr.I nebo pravděpodobně nejlepší stíhací letoun Velké války Fokker D.VII.[zdroj⁠?!]
V roce 1919 Fokker svoji společnost přemístil do Nizozemska, kde pokračoval ve vývoji také civilních dopravních letounů.
Po kapitulaci nizozemských ozbrojených sil v květnu 1940 byla továrna Fokker obsazena německými vojáky a civilními specialisty. Počátkem června 1940 byl do funkce ředitele dosazen F. W. Seekatz, který u společnosti pracoval jako šéf exportního oddělení. Dosavadní vedení bylo odvoláno. Od počátku roku 1941 byla továrna plně pod kontrolou německých občanů a nadále se pokračovalo ve výrobě plovákových letounů Fokker T. VIII W a dvoutrupých Fokker G.I. Zároveň již probíhaly opravy strojů Junkers Ju 52/3m Luftwaffe. Společně s postupným nárůstem výroby německé techniky došlo i na zvyšování počtu zaměstnanců. V červnu 1940 jich továrna Fokker zaměstnávala 1750, o dva roky později již 5450. Už od roku 1940 podnikala Royal Air Force nálety na továrny pracující pro Němce, které se nevyhnuly ani společnosti Fokker v Amsterdamu. Těžké nálety proběhly v noci 17. července 1943 a o osm dní později. Od prosince 1943 na podnik útočilo i USAAF. Němci proto začali výrobu rozptylovat a menší provozy Fokkeru vznikly např. v lokalitách Edam, Helmond, Hilversum, Landsmeer a Leiden.
Během okupace, od května 1940 do září 1944 dodal podnik Fokker 26 kusů T. VIII W, 26 kusů G.I, 702 exempláře Bücker Bü 181B Bestmann, 66 strojů Arado Ar 196B, 348 sad křídel, 616 křidélek a 190 vyvažovacích plošek pro výsadkové kluzáky DFS 230, 377 sad lyží pro letouny Junkers Ju 88 pro východní frontu, 266 sad plováků především pro Ju 52/3m, palivové nádrže, sestavy motorů a motorová lože. Také provedla finální montáž 25 kusů létacích člunů Dornier Do 24 a rovněž zhotovila prototypové dřevěné díly pro Messerschmitt Bf 109.[zdroj⁠?!]
V září 1944 po spojeneckém vylodění ve Francii Němci továrnu opustili a odvezli z ní veškeré využitelné zařízení a zásoby. Od prosince 1945 se začalo s obnovou objektů a Fokker obdržel první mírové zakázky. Fokker stavěl série větroňů německé konstrukce DFS Olympia, DFS Goevier a cvičné kluzáky ESG.

## Seznam vyráběných typů letadel

### Německo
- Fokker Spin
- Fokker B.I
- Fokker D.II
- Fokker D.III
- Fokker D.VI
- Fokker D.VII
- Fokker D.VIII
- Fokker Dr.I

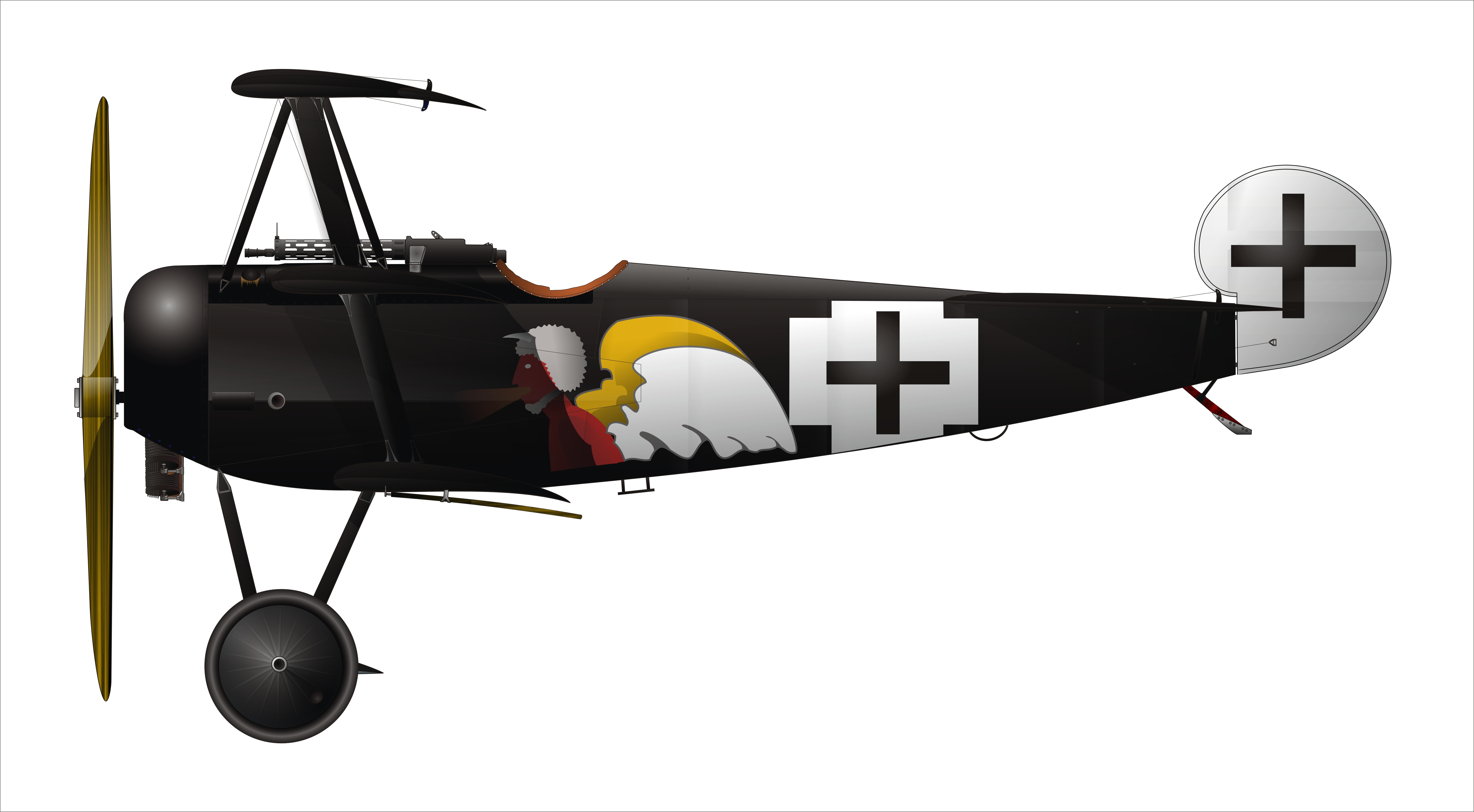
Fokker Dr.I

- Fokker Eindecker (Fokker E.I, Fokker E.II, Fokker E.III, Fokker E.IV)
- Fokker V.8

### Nizozemsko

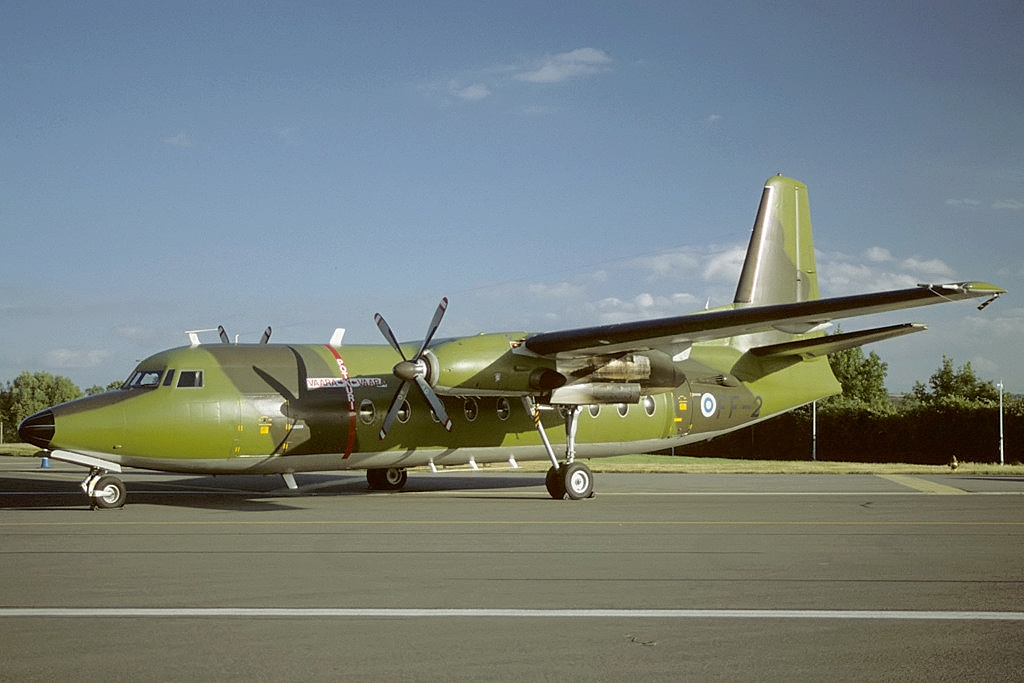
Fokker F-27-100 Friendship

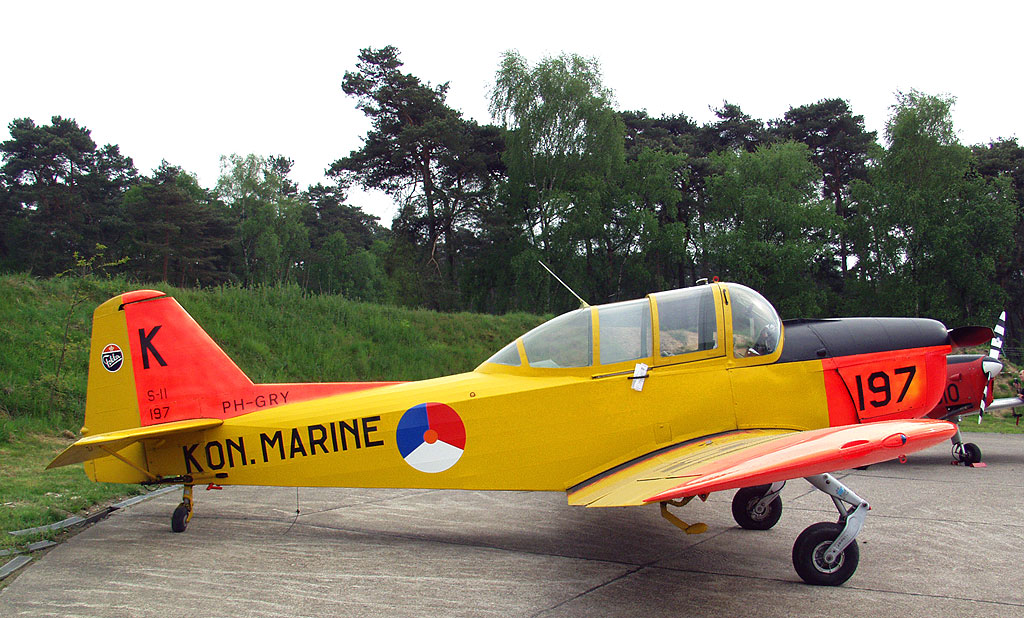
Fokker S.11 (imatrikulace PH-GRY)

- Fokker B.II
- Fokker C.I
- Fokker C.IV
- Fokker C.V
- Fokker C.VII
- Fokker C.X
- Fokker DC.I
- Fokker D.X
- Fokker D.XVII
- Fokker D.XXI
- Fokker D.XXIII
- Fokker F.II
- Fokker F.III
- Fokker F.IV
- Fokker F.V
- Fokker F.VII
- Fokker F.IX
- Fokker F.X
- Fokker F.XII
- Fokker F.XVIII
- Fokker F.XIX
- Fokker F.XX
- Fokker F.XXII
- Fokker F.XXXVI
- Fokker F24
- Fokker F25 „Promotor“
- Fokker F26 „Phantom“
- Fokker F27 Friendship
- Fokker F.28 Fellowship
- Fokker F29
- Fokker 50
- Fokker 60 „Utility“
- Fokker 70
- Fokker 100
- Fokker 130
- Fokker G.I
- Fokker S.IX
- Fokker S.11
- Fokker S.13
- Fokker S.14 Machtrainer
- Fokker T.II
- Fokker T.IV
- Fokker T.V
- Fokker T.VIII
- Fokker T.IX

### Spojené státy americké
- Fokker A-7
- Fokker B-8
- Fokker F-10
- Fokker Universal
- Fokker Super Universal